# 小多彩鯰
小多彩鯰（学名：Microglanis minutus）為輻鰭魚綱鯰形目擬油鯰科的其中一種，為熱帶淡水魚類，分布於南美洲巴西Barra Seca河流域，體長可達3公分，棲息在底層水域，生活習性不明。
其种加词“minutus”意为“微小的”。